# Bourguébus
Bourguébus är en kommun i departementet Calvados i regionen Normandie i norra Frankrike. Kommunen ligger i kantonen Bourguébus som ligger i arrondissementet Caen. År 2022 hade Bourguébus 2 561 invånare.

## Befolkningsutveckling
Antalet invånare i kommunen Bourguébus
Referens: INSEE